# Liste bekannter Eisschnellläufer
Die Liste bekannter Eisschnellläufer umfasst Eisschnellläufer, die erfolgreich an internationalen (Olympische Spiele, Weltmeisterschaften, Kontinentalmeisterschaften oder dem Weltcup) und nationalen Wettbewerben (Meisterschaften) teilgenommen haben oder in anderer Weise Bedeutung für die Sportart erreicht haben.

## A
- Christine Aaftink: Einzelstrecke 2 × 3. im Weltcup (500 m, 1000 m) 8 × Landesmeisterin (5 × 1000 m, 3 × 500 m) Sprint 2 × 3. bei der Weltmeisterschaft 7 × Landesmeisterin Staffel 4 × Landesmeisterin (2 × 500 m)
- Nils Aaness: Allround  3. bei der Weltmeisterschaft 1. bei der Europameisterschaft
- Roald Aas: Allround 3. bei der Weltmeisterschaft 2 × 3. bei der Europameisterschaft Einzelstrecke 1. bei den Winterspielen (1500 m)
- Jekaterina Abramowa:
- Peter Adeberg: Allround 2 × Landesmeister Einzelstrecke 2. (1500 m) und 3. (1000 m) im Weltcup
- Ulrike Adeberg: Allround 2 × 1. bei der Junioren-Weltmeisterschaft 2. bei der Weltmeisterschaft 2 × Landesmeisterin
- Weijiang An: Einzelstrecke 2. Platz bei einem Weltcuprennen (100 m)
- Hjalmar Andersen: Allround 3 × 1. bei der Weltmeisterschaft 3 × 1. bei der Europameisterschaft Einzelstrecke 3 × 1. bei den Winterspielen (1500 m, 5000 m, 10.000 m)
- Petter Andersen:
- Matteo Anesi:
- Monique Angermüller:
- Daniela Anschütz-Thoms: Olympiasiegerin 2006 und Weltmeisterin 2005 im Team-Pursuit, Vize-Europameisterin 2005 im Mehrkampf
- Ants Antson: Allround 1. bei der Europameisterschaft Einzelstrecke 1. bei den Winterspielen (1500 m)
- Susan Auch: Einzelstrecke 2 × 2. bei den Winterspielen (500 m) 2 × 2. und 1 × 3. im Weltcup (500 m) 2 × Landesmeisterin (1000 m, 2 × 500 m)
- Gordon Audley: Einzelstrecke 3. bei den Winterspielen (500 m)
- Tatjana Awerina: Allround 1. bei der Weltmeisterschaft Einzelstrecke 2 × 1. bei den Winterspielen (1000 m, 3000 m)

## B
- Christina Baas-Kaiser: Allround 2 × 1. bei der Weltmeisterschaft 6 × Landesmeisterin Einzelstrecke 1. bei den Winterspielen (3000 m)
- Dmitri Babenko
- Bae Gi-tae
- Anke Baier-Loef
- Ivar Ballangrud
- Warwara Baryschewa
- Alexander Baumgärtel
- Swetlana Baschanowa
- Patrick Beckert
- Stephanie Beckert
- Simon van Beek
- Beixing Wang
- Elena Belci-Dal Farra
- Alexei Beljajew
- Alfons Bērziņš
- Per Bjørang
- Bonnie Blair
- Undis Blikken
- Jens Boden
- Margot Boer
- Håvard Bøkko
- Annie Borckink
- Odd Borgersen
- Jacqueline Börner
- Jan Bos
- Sylvain Bouchard
- Gaétan Boucher
- KC Boutiette
- Oleg Boschjew
- Sabine Brehm
- Christian Breuer
- Cornelis Broekman
- Wera Bryndsei
- Sylvia Burka
- Andreas Behr

## C
- Annette Carlén-Karlsson
- Maurizio Carnino
- Kip Carpenter
- Joey Cheek
- Sergei Chlebnikow
- Choi Jae-bong
- Choi Sung-yong
- Henrik Christiansen
- Göran Claeson
- Wieteke Cramer

## D
- Jörg Dallmann
- Arne Dankers
- Shani Davis
- Paulien van Deutekom
- Tessa van Dijk
- Frank Dittrich
- Stefano Donagrandi
- Joe Donoghue
- Dmitri Dorofejew
- Hilbert van der Duim
- Bob de Jong
- Tonny de Jong
- Barbara de Loor
- Elma de Vries

## E
- Jaap Eden
- Andrea Ehrig
- Markus Eicher
- Lars Elgersma
- Steven Elm
- Edvard Engelsaas
- Hans Engnestangen
- Karin Enke
- Rudolf Ericsson
- Sigvard Ericsson
- Eskil Ervik
- Gustaf Estlander
- Bernt Evensen

## F
- Enrico Fabris
- Rolf Falk-Larssen
- Sverre Farstad
- José Ignacio Fazio
- Casey FitzRandolph
- Eric Flaim
- Sergei Fokitschew
- Dag Fornæss
- Tucker Fredricks
- Horst Freese  Horst Freese
- Agnes Friesinger
- Anni Friesinger-Postma
- Georg Friesinger
- Jan Friesinger
- Lars Funke

## G
- Marc Gagnon
- Monique Garbrecht-Enfeldt
- Carolina Geijssen
- Yvonne van Gennip
- Annette Gerritsen
- Natalja Glebowa
- Alexander Wjatscheslawowitsch Golubew
- Oleg Georgijewitsch Gontscharenko
- Johan Granath
- Henk van der Grift
- Jewgeni Romanowitsch Grischin
- Øystein Grødum
- Renate Groenewold
- Stefan Groothuis
- Kristina Groves
- Nikolai Guljajew
- Rudolf Gundersen
- Klara Iwanowna Gussewa
- Tomas Gustafson

## H
- Helga Haase
- Michael Hadschieff
- Anton Hahn
- Einar Halvorsen
- Anke Hartmann
- Seiko Hashimoto
- Angela Hauck
- Maren Haugli
- Göthe Hedlund
- Chad Hedrick
- Beth Heiden
- Eric Heiden
- Finn Helgesen
- Anne Henning
- Kenneth Henry
- Martin Hersman
- Vanessa Herzog
- Judith Hesse
- Wouter Olde Heuvel
- Stefan Heythausen
- Hiroki Hirako
- Gabriele Hirschbichler
- André Hoffmann
- Johnny Höglin
- Edel Therese Høiseth
- Dianne Holum
- Kirstin Holum
- Manabu Horii
- Clara Hughes
- Emese Hunyady
- Eevi Huttunen

## I
- Nico Ihle
- Junichi Inoue
- Wassili Ippolitow
- Mike Ireland
- Marija Issakowa

## J
- Irving Jaffee
- Dan Jansen
- Juhanni Järvinen
- Sung-Yeol Jegal
- Bjørg Eva Jensen
- Charles Jewtraw
- Jin Peiyu
- Knut Johannesen

## K
- Stien Kaiser
- Katrin Kalex
- Karin Kania, siehe Karin Enke
- Geir Karlstad
- Jōji Katō
- Lasma Kauniste
- Swetlana Kaikan
- Erhard Keller
- Gerard Kemkers
- Kenneth Kennedy
- Karin Kessow
- Rhian Ket
- Atje Keulen-Deelstra
- Helmut Kuhnert
- Alexander Kibalko
- Arjen van der Kieft
- Kim Yun-Man
- Cindy Klassen
- Carien Kleibeuker
- Gunda Kleemann, siehe Gunda Niemann-Stirnemann
- Kit Klein
- Piet Kleine
- Moniek Kleinsman
- Sergei Klewtschenja
- Masaaki Kobayashi
- Nao Kodaira
- Sofja Kondakowa
- Coen de Koning
- Janina Korowicka
- Wiktor Kossitschkin
- Pekka Koskela
- Johann Olav Koss
- Anschalika Kazjuha
- Sven Kramer
- Franz Krienbühl
- Harm Kuipers
- Simon Kuipers
- Jewgeni Kulikow
- Michael Künzel
- Akira Kuroiwa
- Toshiyuki Kuroiwa

## L
- Jewgeni Lalenkow
- Walentina Lalenkowa-Holowenkina
- Liselotte Landbeck
- Heike Lange
- Mikael Flygind Larsen
- Roald Larsen
- Lee Kang-seok
- Lee Kyu-hyeok
- Lee Sang-hwa
- Jakko Jan Leeuwangh
- Robert Lehmann
- Catriona LeMay Doan
- Verné Lesche
- Reidar Liaklev
- Galina Lichatschowa
- Leo Linkovesi
- Dmitri Lobkow
- Christa Luding, siehe Christa Luding-Rothenburger
- Odd Lundberg

## M
- Hans Magnusson
- Fred Anton Maier
- Igor Malkow
- Neal Marshall
- Charles Mathiesen
- Oscar Mathisen
- Sigurd Mathisen
- Katrin Mattscherodt
- Eduard Matussewitsch
- Jack K. McCullock
- Richard McDermott
- Robert Merkulow
- Uwe-Jens Mey
- Juri Michailow
- Brock Miron
- Yukinori Miyabe
- Per Ivar Moe
- Björn Morgenstern
- Denny Morrison
- Constanze Moser-Scandolo
- Peter Mueller
- Mun Jun
- Waleri Muratow
- Kaija Mustonen

## N
- Arian Nachbar
- Alfred Næss
- Keiichirō Nagashima
- Takaharu Nakajima
- Igor Nefedjew
- Christine Nesbitt
- Konrad Niedźwiedzki
- Gunda Niemann, siehe    Gunda Niemann-Stirnemann
- Beorn Nijenhuis
- Jonny Nilsson
- Hiroyuki Noake
- Adolf Norseng
- Andrea Nuyt

## O
- Tadashi Obara
- Elli Ochowicz
- Moje Öholm
- Yūya Oikawa
- Tomomi Okazaki
- Lucille Opitz
- Peder Østlund
- Sayuri Ōsuga
- Kevin Overland

## P
- Kornél Pajor
- Lassi Parkkinen
- Derek Parra
- Axel Paulsen
- Claudia Pechstein
- Pawel Pegow
- Natalja Petrusjowa
- Monika Pflug
- Haitske Pijlman
- Otto Polacsek
- Ids Postma
- Leah Poulos-Mueller
- Markus Puolakka
- Cathy Priestner
- Ljudmila Prokaschewa
- Alexei Proschin

## Q
- Ye Qiaobo

## R
- Catherine Raney-Norman
- Oxana Rawilowa
- Shannon Rempel
- Ren Hui
- Ralf van der Rijst
- Rintje Ritsma
- François-Olivier Roberge
- Jennifer Rodriguez
- Anna Rokita
- Gianni Romme
- Frode Rønning
- Christa Rothenburger
- Brigt Rykkje
- Tamara Rylowa
- Erwina Rys-Ferens

## S
- Martina Sáblíková
- Ljubow Sadtschikowa
- Lasse Sætre
- Alexander Safronow
- Wadim Sajutin
- Wilhelm Sandner
- Ippolito Sanfratello
- Eriko Sanmiya
- Ihar Schaljasouski
- Adrianus Schenk
- Franziska Schenk
- Dmitri Schepel
- Boris Schilkow
- Franz Schilling
- Ruth Schleiermacher
- Tobias Schneider
- René Schöfisch
- Laila Schou Nilsen
- Swetlana Schurowa
- Johanna Schut
- Johan Schwartz
- Samuel Schwarz
- Lidija Selichowa
- Åke Seyffarth
- Julius Seyler
- Wadim Schakschakbajew
- Chalida Schtschegolejewa
- John Shea
- Xiaomei Sheng
- Kyoko Shimazaki
- Hiroyasu Shimizu
- Shihomi Shin’ya
- Keiji Shirahata
- Roberto Sighel
- Dave Silk
- Chiara Simionato
- Amund Sjøbrend
- Lidija Skoblikowa
- Iwan Skobrew
- Julius Skutnabb
- Jan Smeekens
- Arjan Smit
- Gretha Smit
- Ådne Søndrål
- Li Song
- Michael Staksrud
- Nina Statkewitsch
- Boris Stenin
- Walentina Stenina
- Sten Stensen
- Kay Arne Stenshjemmet
- Galina Stepanskaja
- Rune Stordal
- Jan Egil Storholt
- Jeroen Straathof
- Harald Strøm
- Roger Strøm
- Nikolai Strunnikow
- Becky Sundstrom

## T
- Maki Tabata
- Tatjana Tarassowa
- René Taubenrauch
- Annamarie Thomas
- Nick Thometz
- Clas Thunberg
- Marianne Timmer
- Ljudmila Titowa
- Aki Tonoike
- Markus Tröger
- Maki Tsuji
- Mark Tuitert

## U
- Maciej Ustynowicz
- Jochem Uytdehaage

## V
- Gerard van Velde
- Bart Veldkamp
- Hein Vergeer
- Carl Verheijen
- Cornelis Verkerk
- Johan Vikander
- Marja Vis
- Irene Visser
- Leo Visser
- Sabine Völker
- Antoinette Voskuil

## W
- Franz Frederik Wathén
- Wang Fei
- Wang Manli
- Heike Warnicke
- Birger Wasenius
- Yukari Watanabe
- Jan Waterstradt
- Karl Wazulek
- Marco Weber
- Erben Wennemars
- Even Wetten
- Chris Witty
- Marion Wohlrab
- Katarzyna Wójcicka
- Jenny Wolf
- Inga Woronina: Allround 4 × 1. und 2 × 2. bei der Weltmeisterschaft
- Jeremy Wotherspoon
- Ireen Wüst

## X
- Xing Aihua
- Xue Ruihong

## Y
- Sayuri Yoshii
- Sheila Young
- Yu Fengtong

## Z
- Falko Zandstra
- Gabi Zange
- Zhang Shuang
- Zhang Zhongqi
- Rimma Schukowa
- Carla Zijlstra
- Olaf Zinke
- Pamela Zoellner
- Daniel Zschätzsch
- Sandra Zwolle